# Javier (voornaam)
Javier is de Spaanstalige variant van de jongensnaam Xavier. Het is een van oorsprong Baskische jongensnaam. Hij is afkomstig van Jaberri, dat teruggaat op het woord exaberri/etchaberri of etxe berri wat nieuw huis betekent.
In Navarra (Noord-Spanje) liggen een dorp en kasteel met de naam Javier. Dit is het geboortedorp van de heilige Franciscus Xaverius.
De naam komt vrij vaak voor in Spanje, Equatoriaal-Guinea en de Spaanstalige landen van Zuid-Amerika.

## Bekende naamdragers
- Javier Bardem, Spaans acteur

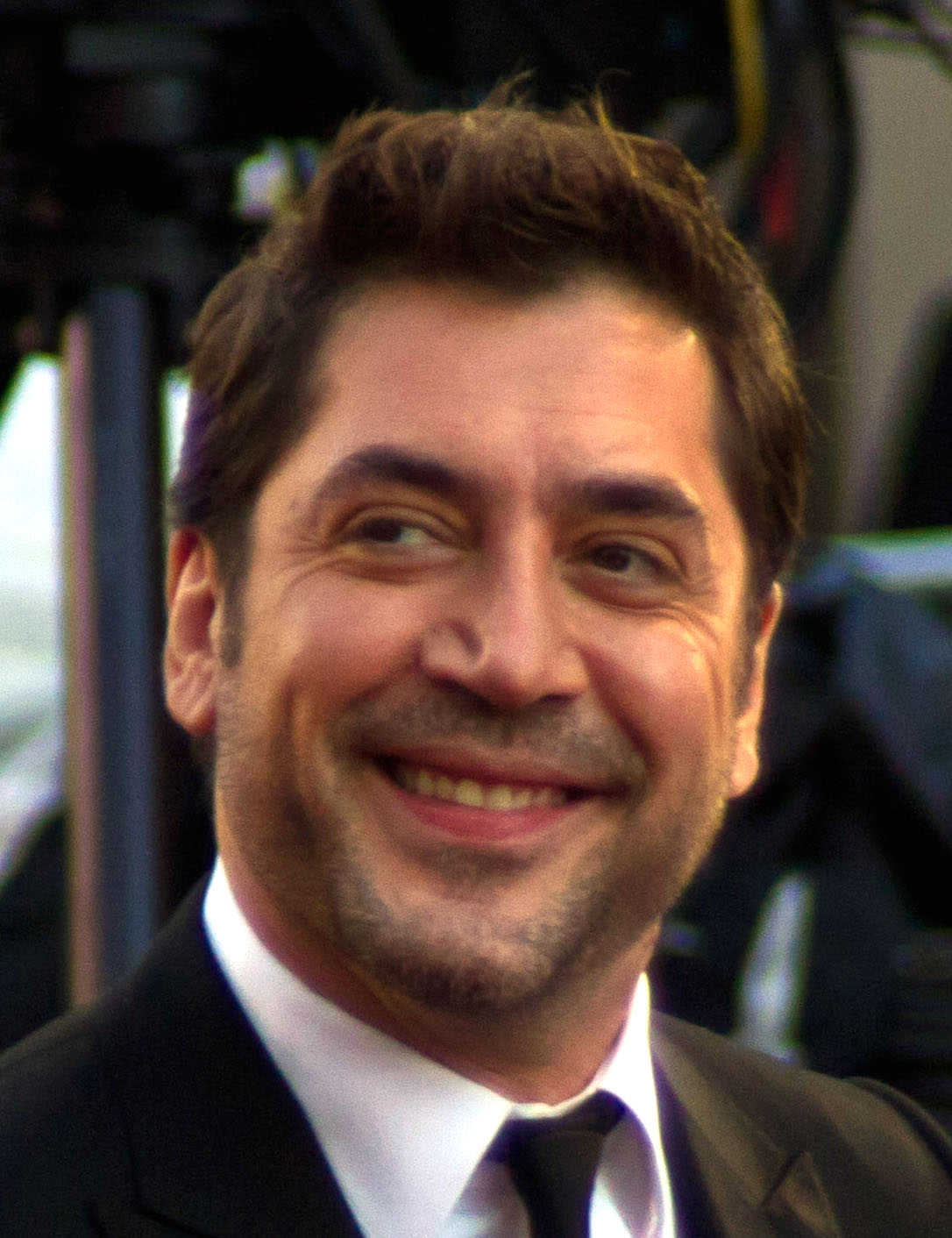
Javier Bardem

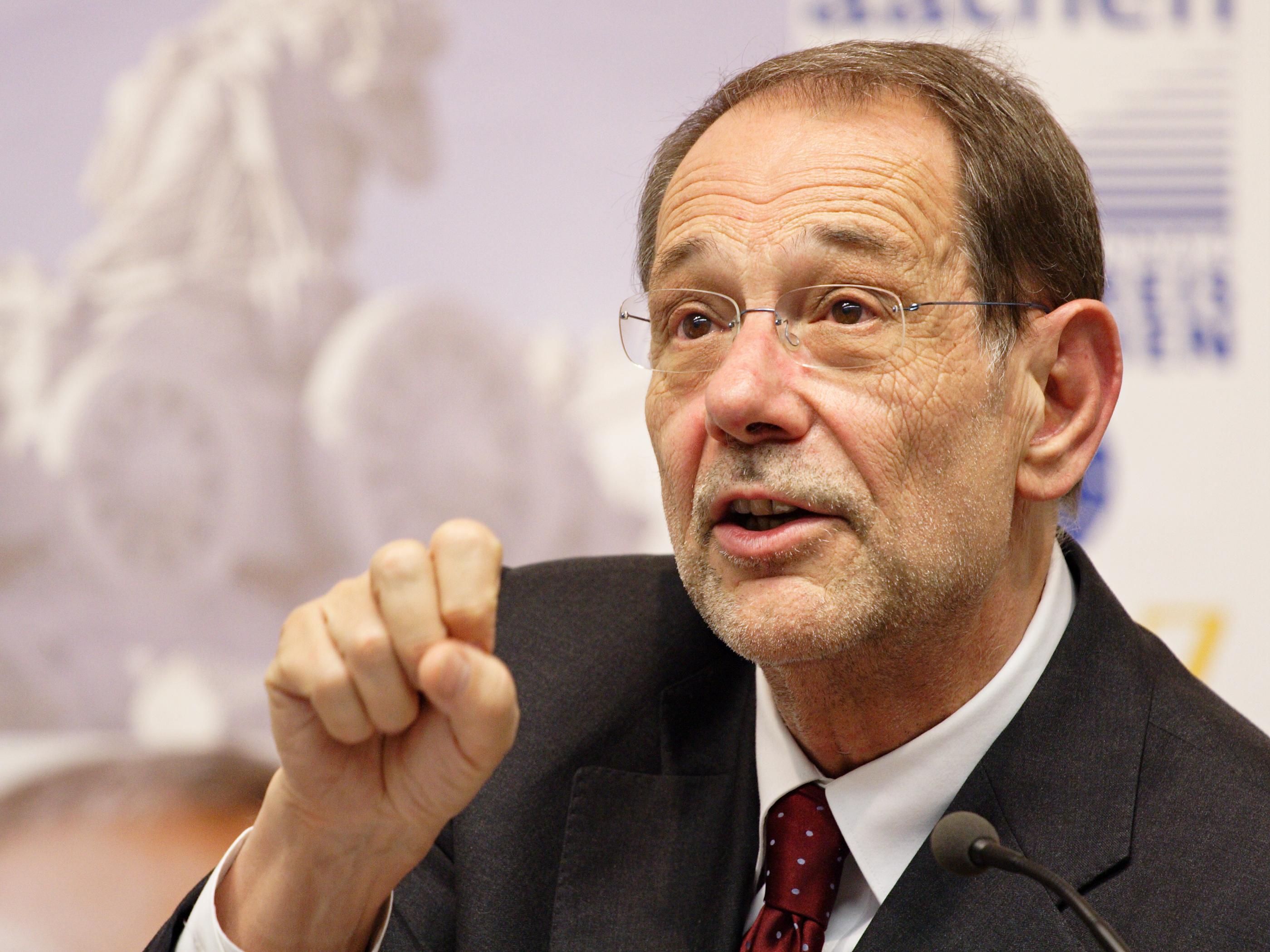
Javier Solana

- Javier Chevantón, Uruguayaans voetballer
- Javier Clemente, Spaans voetballer en voetbaltrainer
- Javier Echevarría, Spaans bisschop
- Javier Espinosa, Spaans voetballer
- Javier Hernández, Mexicaans voetballer
- Javier Klimowicz, Argentijns-Ecuadoraans voetballer
- Javier Limón, Spaans muziekproducent, gitarist en songwriter
- Javier Martínez, Spaans voetballer
- Javier Marías, Spaans schrijver, vertaler en uitgever
- Javier Mascherano, Argentijns voetballer
- Javier Pastore, Argentijns voetballer
- Javier Portillo, Spaans voetballer
- Javier Pérez de Cuéllar, Peruaans diplomaat en politicus
- Javier Saviola, Argentijns voetballer
- Javier Solana, Spaans politicus
- Javier Sotomayor, Cubaans hoogspringer
- Javier Urruticoechea, Spaans voetballer
- Javier Zanetti, Argentijns voetballer
- Javier Zeoli, Uruguayaans voetballer